# Мухаммад Аділь Шах
Мухаммад Аділь Шах — четвертий султан з династії Сурі.

## Життєпис
Був сином Нізам Хана, молодшого брата султана Шер Шаха. Сестра Аділя, Бібі Баї, була одружена з Іслам Шахом. Був причетним до вбивства малолітнього Фіруз Шаха 1554 року. Після цього він зайняв трон і фактично став останнім правителем єдиної держави Сурідів. На пост візира Аділь призначив Хему.
1555 року в Агрі повстав зведений брат Аділя Ібрагім. Армія Аділь Шаха зазнала поразки, а султан втратив престол у Делі. Невдовзі імперія, заснована Шер Шах, була розділена на чотири частини. Делі й Агра опинились під владою Ібрагім Шаха, а під контролем Аділя залишились території від околиць Агри до Біхара. Мухаммад Хан Сурі 1554 року проголосив незалежність Бенгалії, якому 1555 року було завдано поразки в битві біля фортеці Чапар-Ґата. За цим захопив Бенгалію і призначив саркаром (намісником) родича Шахбаз-хана. Того ж року проти нього повстав зведений брат Ібрагім Шах, який захпоив Делі.
Переніс свою резиденцію до Чунара, де на невеличкій території утримував владу до 1557 року.